# Trichostomum connivens
Trichostomum connivens är en bladmossart som beskrevs av Jean Édouard Gabriel Narcisse Paris 1898. Trichostomum connivens ingår i släktet lansettmossor, och familjen Pottiaceae. Inga underarter finns listade i Catalogue of Life.